# Uwe Dotzauer
Uwe Dotzauer, né le 19 février 1959 à Klingenthal, est un coureur est-allemand du combiné nordique. Il est deuxième de la première saison de Coupe du monde en 1984 et premier champion du monde par équipes en 1982.

## Biographie
En 1977, il est médaillé de bronze aux Championnats du monde junior et en 1978, il est médaillé de bronze aux Championnats d'Europe junior. En mars 1980, il gagne la course prestigieuse du Festival de ski de Holmenkollen.
Il est champion du monde en 1982 à Oslo dans l'épreuve par équipes avec Günther Schmieder et Gerd Winkler, et remporte le bronze dans l'épreuve individuelle, soit ses seules médailles en grand championnat. Il est aussi sélectionné pour les Jeux olympiques en 1980 à Lake Placid, finissant cinquième et 1984 à Sarajevo, où il arrive septième.
Son meilleur classement en coupe du monde est une seconde place l'année de sa mise en place en 1984, y remportant aussi sa toute première épreuve à Seefeld, ex æquo avec l'Américain Kerry Lynch. Il obtient cinq autres podiums dans cette compétition.  Il se retire en 1987.
Marié à la fondeuse Marlies Rostock pendant une courte période, il devient entraîneur dans l'équipe allemande de combiné nordique après la réunification.

## Palmarès

### Jeux olympiques
| Épreuve / Édition | Lake Placid 1980 | Sarajevo 1984 |
| Individuel        | 5e               | 7e            |

### Championnats du monde
| Épreuve / Édition | Oslo 1982 | Rovaniemi 1984 | Seefeld 1985 |
| Individuel        | Bronze    |                | 6e           |
| Par équipes       | Or        | 4e             | 5e           |

### Coupe du monde
- Meilleur classement général : 2e en 1984.
- 6 podiums individuels : 1 victoire, 4 deuxièmes places et 1 troisième place.

#### Victoires individuelles
| Saison    | Lieu                   |
| 1983-1984 | Seefeld (K-90 / 15 km) |

#### Classements en Coupe du monde
| Année     | Classement général final |
| 1983-1984 | 8e                       |
| 1984-1985 | 6e                       |
| 1985-1986 | 11e                      |
| 1986-1987 | 24e                      |

### Championnat d'Allemagne de l'Est
Après avoir été vice-champion les trois années précédentes, Uwe Dotzauer remporte en 1983 le Championnat d'Allemagne de l'Est. Il remporte à nouveau ce titre en 1986.